# Бабкина, Элина
Элина Бабкина (латыш. Elīna Babkina; род. 24 апреля 1989 года, Рига, Латвийская ССР, СССР) — латвийская профессиональная баскетболистка, выступает на позиции разыгрывающего защитника. Неоднократная участница многих международных соревнований в составе национальной сборной Латвии.

## Биография

### Карьера в Латвии
Бабкина Элина познакомилась с баскетболом, тогда когда её мама работала в кафе завода ВЭФ, рядом был спортзал и там она наблюдала как играют мальчишки. После школы она ходила на площадку поиграть с ними, пока родители не отдали её в баскетбольную школу для девушек «Ридзене». Здесь она стала постоянно привлекаться в состав национальной сборной различных возрастов. В возрасте 14 лет состоялся официальный дебют в кадетской сборной Латвии в квалификационном раунде к чемпионату Европы (до 16). 18 апреля 2003 года в матче со сборной Сербии и Черногории Элина отыграв 18 минут набрала больше всего очков в команде — 10. Сборная выступила неудачно, заняв 5-е место в группе она не вышла в финальный раунд чемпионата.
2004 год в жизни Элины был очень насыщенный в плане спортивных мероприятий. Во-первых в апреле она помогала юниорской сборной (до 18 лет), попасть в финальный раунд. Среди подруг по команде Элина была самая молодая, все были старше её на 3 года, но Бабкина выделялась не только этим, она набрала больше всех очков — 12 в среднем за игру. Во-вторых участвовала в Дивизионе «В» чемпионата Европы (до 16), где показала блестящую игру, набирая 21,9 очков, 4,9 подбора за игру. К сожалению сборная на этих турнирах лавров не снискала. В-третьих Элина по выпуску из школы подписала контракт с легендарным латвийским клубом «ТТТ Рига», где и началось её восхождение на баскетбольный олимп.
После окончания сезона 2004/05 Элина была вызвана на подкрепление в молодёжную сборную на чемпионат Европы (до 20 лет), где она опять была младше всех на 3 года. Здесь в Чехии сборная Латвии завоевала бронзовую медаль, а Бабкина была одна из лучших в команде, отыграв все 8 игр в среднем 22,8 минуты, набрав 10,4 очка за игру (2-й показатель в команде). Через две недели она уже играла с юниорской сборной за попадание в финальную часть чемпионата Европы (до 16 лет).
Сезон 2005/06 был скомкан из-за череды травм, которая Элина получала на площадке, восстанавливалась, ждала своего часа на игру и снова травмировалась. Начался очень сложный период в жизни, она стала мало получать игровую практику в клубе, как следствие её прекратили звать в сборную.
Возрождение Элины началось с 2007 года, она стала чемпионкой Латвии, была признана MVP плей-оффа. Но руководство клуба не надеялось на неё как игрока. В новом сезоне (2007/08) она провела на площадке всего лишь 16 игр в чемпионате Латвии, участвовала в Евролиге, сыграв 8 матчей. Несмотря на это, она получила вызов в национальную сборную, которая готовилась к отборочному турниру на Олимпиаду — 2008. 9 июня 2008 года в матче со сборной Сенегала состоялся долгожданный дебют в «взрослой» сборной — 8 минут, 3 очка, 2 передачи. Участница Олимпийских игр — 2008, отыграла в двух играх: с Белоруссией (13 мин) и Австралией (9 мин, 3 очка). И снова она была самой младшей в команде.
Перед началом сезона 2008/09 Элина перешла в другой латвийский клуб ЖБК «Цесис», где она сполна получила игровую практику — 30 матчей в чемпионате, участие в розыгрыше Кубка Европы, где команда дошла до 1/16 финала. Но самым главным событием, стали финальные матчи за звание чемпиона Латвии с «ТТТ Рига». Элина стала обладательницей золотой медали, выиграв с командой серию 3 — 0. По окончании сезона Бабкина с молодёжной сборной Латвией повторила успех 2005 года, снова бронзовая медаль чемпионата Европы, в матче за 3-е место обыграна сборная России — 78:75 (22 очка на счету Элины). Лидер чемпионата Европы по набранным очкам — 21, 8 за игру, попадание в символическую пятёрку турнира.
24 ноября 2008 года попала в дорожно-транспортное происшествие, находясь на пассажирском кресле. В результате ДТП баскетболистка получила сотрясение мозга.

### Карьера в Европе
На волне этого успеха Бабкина подписывает контракт с французским клубом «Шаль-Лез-О Баскет» и убывает в одну из сильнейших баскетбольных лиг Европы. Но успехов в этой команде Элина не достигла. Шаль-Лез-О Баскет в первенстве Франции занял 8-е место, в зону участия Еврокубков не попал.
В мае 2010 года Элина подписывает контракт с одним из лидеров польского баскетбола «Лотосом». В августе 2010 года Элина сыграла ключевую роль в том, что сборная Латвии сумела отобраться на Евробаскет-2011 со второго места в своей отборочной группе, проведя на площадке в среднем — 20 минут за матч.
Сезон 2010/11 в составе «Лотоса» Элина провела отлично, она была постоянным игроком основного состава. В январе 2011 года у руля команды встал греческий специалист Георг Дикеоулакос. С этого момента наступает их совместная работа в баскетболе

Когда появился тренер Георгс Дикеулакос, я вообще раскрылась. Многократно благодарила тренера за то, что он давал мне играть. Но он отвечал: «Ты это заслужила».

Несмотря на то, что клуб в Евролиге не вышел из группы, Бабкина получила приглашение участвовать 8 марта 2011 года в «Матче всех звёзд Евролиги». Она стала второй латвийской баскетболисткой, после Анете Екабсоне-Жогота, получившей приглашение. 15 минут, 1 подбор и 1 передача — статистика выступления. Также в марте Элина выиграла Кубок Польши, где была признана MVP турнира, набрав в финальном матче 17 очков.
6 апреля 2011 года Элина Бабкина выбрана «Лос-Анджелес Спарксом» в третьем раунде драфта Женской национальной баскетбольной ассоциации под 29 номером. До Бабкиной на драфте WNBA из представительниц Латвии оказывались только две — Иева Кублиня и Зане Тамане.
На чемпионате Европы — 2011 она снова была лидером в своей команде — 14,4 очка (3-й показатель чемпионата), 4,2 передачи в среднем за игру, но заняв 8-е место, сборная Латвии не попала в квалификацию на Олимпиаду — 2012.
В 2011 году Элина подписала контракт с одним из лидеров турецкого баскетбола «Фенербахче», который с этого года стал тренировать Георг Дикеулакос. Начало сезона было омрачено травмой правового колена, полученной 11 ноября 2011 года. По выздоровлении, из-за действующего лимита на легионеров, а также из-за того, что на её место по ходу сезона была куплена американка Кэппи Пондекстер, Элина потеряла место в основном составе в играх национального первенства. Зато в матчах Евролиги она выходила на площадку в 14-и играх, участник всех матчей Финала восьми Евролиги. После окончания сезона, по рекомендации врачей, Элина решила пройти полный курс реабилитации после операции на колене, в связи с этим, она отказалась от выступления за сборную в отборочном турнире чемпионата Европы - 2013.
Перед сезоном 2012/13 она подписывает 2-летний контракт с действующим чемпионом Румынии «Муниципал» из Тырговиште, который стал тренировать Георг Дикеулакос. Правда карьера в румынском клубе закончилась в декабре 2012 года, когда клуб объявил о сокращении зарплатной ведомости на 50 процентов, Элина решила покинуть команду. К тому времени на её счету было сыграно 20 матчей (12 в чемпионате и 8 в Евролиге), 22 и 28 минут соответственно, в среднем она проводила на площадке. 3 января 2013 года Бабкина заключает контракт до конца сезона с пражским «ЗВВЗ УСК», который также выступал в Евролиге. С чешским клубом она становится чемпионом Чехии, при этом сыграв в одном финальном матче из 4.
Летом 2013 года Элина выступает на чемпионате Европы, где сборная вылетела уже на 1-й стадии. В трёх проведенных играх она провела на площадке 28,7 минут (3-й показатель в команде), набрала в среднем 9,3 очка (2-й показатель) и сделала 2 передачи (лучший показатель). Новый сезон 2013/14 баскетболистка начинает в хорватском «Нови Загребе». После того, как загребский клуб в феврале 2014 года вылетел из розыгрыша Евролиги, Элина покинула команду.

### Карьера в России
В марте 2014 года Бабкина вновь вернулась к Георгу Дикеулакосу, который тренировал «Надежду». В Оренбурге она выиграла серебряные медали чемпионата России, участвовала в Финале восьми Евролиги ФИБА.

### Статистика выступлений за клубы (средний показатель)
|  | Кубок Европы |
|  | Евролига     |

| Клуб                             | Сезон   | Чемп. | Чемп. | Чемп. | Чемп. | Еврокубки | Еврокубки | Еврокубки | Еврокубки |
| Клуб                             | Сезон   | Игр   | Очк   | Подб  | Перед | Игр       | Очк       | Подб      | Перед     |
| -------------------------------- | ------- | ----- | ----- | ----- | ----- | --------- | --------- | --------- | --------- |
| «ТТТ Рига» (Рига)                | 2006-07 | 24    | 14,5  | 3,7   | 3,6   | 5         | 5,4       | 0,6       | 0,8       |
| «ТТТ Рига» (Рига)                | 2007-08 | 16    | 9,1   | 2,9   | 3,2   | 8         | 3,5       | 0,6       | 0,8       |
| «ЖБК Цесис» (Цесис)              | 2008-09 | 30    | 10,6  | 2,3   | 1,8   | 9         | 9,2       | 2,8       | 1,6       |
| «Шаль-Лез-О Баскет» (Шаль-Лез-О) | 2009-10 | 24    | 6,5   | 1,8   | 0,9   |           |           |           |           |
| «Лотос» (Гдыня)                  | 2010-11 | 33    | 10,5  | 2,4   | 3,5   | 9         | 13,2      | 3,2       | 4,0*      |
| «Фенербахче» (Стамбул)           | 2011-12 | 3     | 4,7   | 1,7   | 2,3   | 14        | 4,2       | 1,1       | 1,5       |
| «Муниципал» (Тырговиште)         | 2012    | 12    | 9,3   | 1,3   | 3,8   | 8         | 10,1      | 1,4       | 3,9*      |
| «ЗВВЗ УСК» (Прага)               | 2013    | 12    | 3,5   | 0,8   | 1,5   | 4         | 0,3       | 0,3       | 0,5       |
| «Нови Загреб» (Загреб)           | 2013-14 | 5     | 9,0   | 1,6   | 4,0   | 6         | 9,8       | 2,3       | 3,5       |
| «Надежда» (Оренбург)             | 2014    | 2     | 3,5   | 2,0   | 4,5   | 5         | 5,2       | 2,2       | 1,8       |

* — лучший показатель в команде

### Статистика выступлений за сборную Латвии (средний показатель)
| Сборная        | Сезон | Место          | Чемпионат | Чемпионат  | Чемпионат | Чемпионат |
| Сборная        | Сезон | Место          | Игр       | Очк        | Подб      | Перед     |
| -------------- | ----- | -------------- | --------- | ---------- | --------- | --------- |
| ЧЕ (до 16 лет) | 2003  | Квал.раунд     | 4         | 9,8        | 2,5       | 1,5       |
| ЧЕ (до 16 лет) | 2004  | Дивизион «В»   | 8         | 21,9       | 4,9       | 3,6       |
| ЧЕ (до 16 лет) | 2005  | Дивизион «В»   | 8         | 18,0       | 4,6       | 2,3       |
| ЧЕ (до 18 лет) | 2004  | Квал.раунд     | 4         | 12,0*      | 2,0       | 1,8       |
| ЧЕ (до 20 лет) | 2005  | 3              | 8         | 10,4       | 3,5       | 1,6       |
| ЧЕ (до 20 лет) | 2009  | 3              | 9         | 21,8*      | 2,9       | 5,1       |
| Олимпиада      | 2008  | Квалификация 9 | 2         | 7 1,5      | 0 1,0     | 1,0 1,5   |
| ЧЕ             | 2011  | Квалификация 8 | 6 9       | 10,0 14,4* | 1,2 2,6   | 3,3 4,2*  |
| ЧЕ             | 2013  | 13             | 3         | 9,3        | 2,7       | 2,0*      |

* — лучший показатель в команде

## Достижения
- Бронзовый призёр молодёжного чемпионата Европы: 2005, 2009.
- Чемпион Латвии: 2005, 2007, 2008, 2009.
- Чемпион Турции: 2012.
- Чемпион Чехии: 2013.
- Серебряный призёр чемпионата Латвии: 2006.
- Серебряный призёр чемпионата России: 2014
- Серебряный призёр Балтийской лиги: 2009.
- Бронзовый призёр Балтийской лиги: 2007, 2008.
- Обладатель Кубка Польши: 2011.
- Участник матча звёзд Евролиги: 2011.